# 국민의회 (모나코)

국민의회

국민의회(프랑스어: Conseil National)는 모나코의 입법부이다.